# José Santacruz Londoño

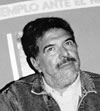
José Santacruz Londoño

José „El Chepe“ Santacruz Londoño (* 1. Oktober 1943 in Cali; † 5. März 1996 in Medellín) war ein kolumbianischer Drogenhändler, der in den 1970er Jahren zusammen mit den Brüdern Gilberto und Miguel Rodríguez Orejuela das Cali-Kartell gründete, welches auf dem Höhepunkt seiner Macht 80 Prozent der kolumbianischen Kokainexporte in die Vereinigten Staaten von Amerika kontrollierte. Er galt als das gewalttätigste Oberhaupt des Kartells.

## Kriminelle Karriere
Nachdem José Santacruz Londoño mit den Brüdern Gilberto und Miguel Rodríguez Orejuela unter dem Namen Los Chemas in den Bereichen Erpressung, Raub und Entführung tätig war, schmuggelten sie später gemeinsam kleinere Mengen undestillierter Kokainpaste aus Peru und Bolivien. Als die Geschäfte zu florieren begannen, brach Santacruz Londoño sein Ingenieurstudium an der Universität von Cali ab.
In den 1970er Jahren gründeten sie das Cali-Kartell und waren hauptsächlich am Marihuana-Handel beteiligt. Aufgrund des höheren Gewinns und dem geringeren Materialeinsatz entschied man sich später für den Export von Kokain. Mitte der 1970er Jahre, als das Medellín-Kartell den Drogenhandel in Miami monopolisierte, baute Santacruz Manhattan auf; später wurde er zu einer Legende in der Unterwelt der Latinos von New York City. Etwa zu dieser Zeit wurde Hélmer „Pacho“ Herrera Partner des Kartells. Das Cali-Kartell verwendete die Methoden moderner Unternehmensführung und war auch weniger gewalttätig als das rivalisierende Medellín-Kartell. Während das Kartell aus Medellín an einer brutalen Gewaltkampagne gegen die kolumbianische Regierung beteiligt war, wuchs das Cali-Kartell und setzte eher auf Bestechung als auf Gewalt.
Es wird geschätzt, dass Santacruz Londoño dank der Kontrolle, die er über einen bedeutenden Prozentsatz des Kokainmarktes hatte, ein Vermögen im mehrstelligen Millionenbereich ansammeln konnte. Unter anderem hatte er Bankkonten in ganz Westeuropa und auch in Israel. 1980 wurde er von den US-Behörden wegen Verschwörung zum Drogenhandel angeklagt und wurde fortan flüchtig. Auch im Jahr 1985 soll er von den US-Behörden wegen Drogenschmuggels angeklagt worden sein.
Im Januar 1989 beschlagnahmten New Yorker Agenten einen Lastwagen von Santacruz, beladen mit 19 Millionen Dollar, als dieser nach Mexiko abreiste. Im Oktober 1990 fanden Agenten zusätzliche 14 Millionen Dollar in schweren Kabelspulen auf Long Island, zusammen mit Aufzeichnungen, die Sendungen von weiteren 100 Millionen Dollar in den letzten neun Monaten aufzeigten. Im Juni 1991 wurde das Cali-Trio in einer TIME-Titelgeschichte porträtiert.
Der New Yorker Journalist Manuel de Dios Unanue, der im großen Rahmen über das Cali-Kartell berichtete, wurde im März des Jahres 1992 ermordet und soll, laut dem verhafteten Mörder, auf den Befehl von „El Chepe“ Santacruz Londoño ermordet worden sein. Drei Monate später beschlagnahmte die DEA zwei Kokainlabore in Brooklyn, die mit Chepe in Verbindung gebracht wurden. Im September 1992 wurde seine Schwester Cristina von Guerillakämpfern der Revolutionären Streitkräfte Kolumbiens (FARC) entführt. Die Täter forderten Chepe zur Zahlung von 12 Millionen Dollar auf. Chepe weigerte sich, diesen Betrag zu zahlen und beschloss stattdessen Amparo Torres, die Schwester von Pablo Catatumbo, der ein Mitglied der FARC war, zu entführen. Im Januar 1993 einigten sich der Drogenboss und die FARC auf einen Austausch der Geiseln und Chepes Schwester wurde freigelassen.

## Festnahme und Tod
Nach dem Ende des Medellín-Kartells in 1993 haben sich die kolumbianischen Behörden dem Cali-Kartell zugewandt. Die Kampagne begann im Frühjahr 1995. Im April des Jahres bot die kolumbianische Regierung eine Belohnung von 625.000 Dollar für Informationen an, die zu seiner Gefangennahme führen. Der sogenannte Search Bloc, eine Sondereinheit der Nationalen Polizei Kolumbiens, versuchte zu dieser Zeit mühsam, Santacruz Londoño zu verhaften und kam ihm allmählich näher, während sie seine Besitztümer konfiszierten und diverse Infos über seine Organisation ansammelten. Währenddessen wurde er im Juni des gleichen Jahres erneut von den US-Behörden angeklagt, Tonnen von Kokain nach New York importiert und Millionen von Dollar durch komplizierte Geldwäsche-Operationen zurück nach Hause gesandt zu haben. Zusätzlich wurden mehr als 30 Millionen Dollar eingefroren, die er auf europäischen Bankkonten deponiert hatte. Etwa zur gleichen Zeit wurde sein Partner Gilberto Rodríguez Orejuela verhaftet. Einen Monat später, am 4. Juli 1995, wurde er jedoch in einem Restaurant in Bogotá verhaftet. Sechs Monate später, am 11. Januar 1996, entkam er aus dem Hochsicherheitsgefängnis La Picota in Bogotá und war fortan der meistgesuchte Mann des Landes. Er behauptete während seiner Flucht, dass er lieber sterben würde, als ins Gefängnis zurückzukehren.
Santacruz war nach Medellín gegangen, mit der Absicht, Bündnisse zu schließen, um die Aktivitäten der Produktion, des Vertriebs und des Verkaufs von Kokain wieder im vollen Umfang aufzunehmen. Zu diesem Zweck knüpfte er Kontakte zu Mitarbeitern des Cali-Kartells, die seine Autorität noch immer anerkannten, mit Mitarbeitern im Dienst des Medellín-Kartells, die nach seiner jüngsten Zerschlagung zerstreut waren, und mit Mitgliedern bewaffneter politischer Bewegungen, die mit der linken Guerilla verbunden waren.
Die Polizei hatte ihn, laut der offiziellen Version, nach Medellín verfolgt und am 5. März 1996 einen anonymen Anruf erhalten, in dem sie über die Anwesenheit von Santacruz Londoño in einem Einkaufszentrum informiert wurde. Er wurde verfolgt, nachdem er die Mall verlassen hatte und wurde getötet, als er versuchte zu fliehen, nachdem die Polizei sein Auto angehalten hatte.
Eine zweite Version seines Todes besagt, dass es sich bei seiner Tötung um eine Operation, geplant von Carlos Castaño Gil (Anführer der ACCU), in Zusammenarbeit mit dem Norte-del-Valle-Kartell und Danilo González (ein Oberst der kolumbianischen Polizei, der einst Pablo Escobar bekämpft hatte und später ein Partner von Kartellmitgliedern wurde), gehandelt haben soll.
José Santacruz Londoño hinterlässt seine Ehefrau namens Amparo Castro de Santacruz und seine Tochter Ana Milena. Seine erste Frau soll er angeblich ermordet haben.

## Film und Fernsehen
- 2017: Darstellung in der Serie Narcos durch Pêpê Rapazote.
- 2012: Die fiktive Person Juan Ruiz wird in der ersten Episode der Serie Pablo Escobar: El Patrón del Mal durch Hermes Camelo verkörpert und beruht auf José Santacruz Londoño.
- 2011: Die fiktive Person Ignacio Sotomayor im Film Most Wanted – Im Fadenkreuz des Kartells beruht auf Santacruz Londoño und wird durch Néstor Alfonso Rojas verkörpert.
- 2018: In der fünften Episode der Serie Narcos: Mexico wurde José erneut durch Pepê Rapazote verkörpert.